# Jacobus van ’t Hoff

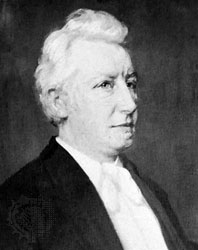
Porträtt av Jacobus van ’t Hoff, målat av Helene Büchmann.

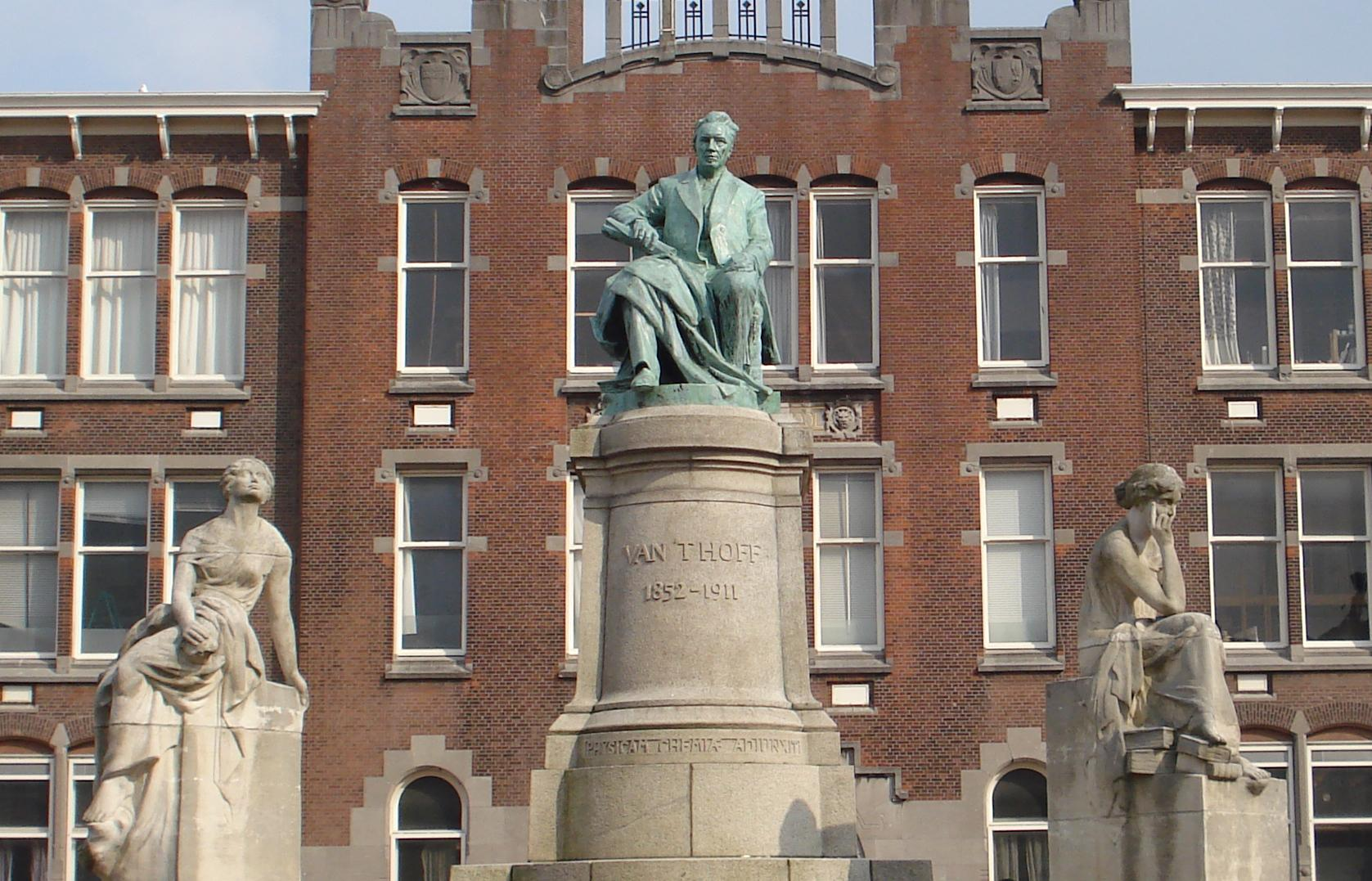
Monument över van ’t Hoff i Rotterdam.

Jacobus Henricus van ’t Hoff, född 30 augusti 1852 i Rotterdam, död 1 mars 1911 i Steglitz i Berlin, var en nederländsk kemist, delvis verksam i Tyskland, och den förste nobelpristagaren i kemi (1901). Han gjorde insatser inom flera områden av kemin, särskilt fysikalisk kemi. Han tilldelades Nobelpriset för sina upptäckter om de lagar som styr viss kemisk dynamik och osmotiskt tryck.

## Uppväxt och studier
Jacobus Henricus van ’t Hoff föddes som tredje barn av sju till läkaren Jacobus Henricus van ’t Hoff och Alida Jacoba Kolff. Från 1869 studerade han ingenjörsvetenskap vid polyteknikum i Delft, där han tog ingenjörsexamen 1871. Efter att tillfälligt ha arbetat på en sockerfabrik, beslöt dock att fortsätta på en renodlad vetenskaplig bana inom kemin, snarare än som tekniker. Han studerade vid universiteten i Leiden (ett år, huvudsakligen matematik), Bonn (hos Friedrich August Kekulé von Stradonitz, hösten 1872 till våren 1873) och Paris (hos Adolphe Wurtz, huvuddelen av läsået 1873-1874).
Han återvände till Nederländerna 1874, och fick sin doktorsexamen i Utrecht under Eduard Mulder.

## Akademisk karriär
van ’t Hoff blev 1876 lärare vid veterinärinstitutet i Utrecht, 1877 lektor och 1878 professor i kemi, mineralogi och geologi vid Universiteit van Amsterdam samt 1895 hedersprofessor vid Berlins universitet. Tjänsten i Berlin var kombinerad med ett ledamotskap av Preussiska vetenskapsakademin. Anledningen till att han lämnade Amsterdam var att han där hade en mycket tung undervisnings- och examinationsbörda som huvudsakligen bestod av grundläggande kurser i kemi, bland annat inom propedeutiska medicinstudier. I Berlin fick han mer tid att ägna åt egen forskning.
van ’t Hoff tilldelades Davymedaljen 1893. Han blev utländsk ledamot 1892 av Kungliga Vetenskapsakademien och 1900 av Fysiografiska sällskapet i Lund.

## Vetenskapliga insatser
Redan 1875 tilldrog sig van ’t Hoff uppmärksamhet genom sin Chimie dans l'espace (2:a upplagan 1885, med titel Dix années dans l'histoire d'une théorie; 2:a tyska upplagan 1894 under titel Die Lagerung der Atome im Raume). De stereokemiska åsikter som fanns i detta verk, eller mer korrekt i en tysk bearbetning av det utförd 1877 av Felix Herrmann, genom vilka van ’t Hoff försökte förklara så kallade fysikaliska isomerier medelst hypotesen om atomernas ställning i rummet (därav namnet stereokemi, rums-kemi), bemöttes först med likgiltighet eller hån, det senare av Hermann Kolbe. Detta oaktat fransmannen Joseph Achille Le Bels samtidiga uppträdande med likartade åsikter visade, att tiden var mogen för dessa. De kom dock snabbt att nå bred acceptans, huvudsakligen genom Johannes Wislicenus insatser.
Inom den organiska kemins område faller liksom de stereokemiska arbetena van ’t Hoffs Ansichten über die organische Chemie (1878-1881). Ännu mera omfattande och imponerande var den vetenskapliga utveckling, som grundlades genom van ’t Hoffs Études dynamique chimique (1884) och utvecklades i Lois de l'équilibre chimique (i svenska Vetenskapsakademiens Handlingar, 1886, i Zeitschrift für physikalische Chemie återgiven 1887 under titeln Die Rolle des osmotischen Druckes etc.). Dessa arbeten lade i högst väsentlig grad grunden för den snabba utvecklingen av den fysikaliska kemin. Hans teoretiska åsikter sammanfattades i hans Vorlesungen über theoretische und physikalische Chemie (1900; 2:a upplagan 1903; översatt till en mängd främmande språk) och i Acht Vorträge über physikalische Chemie (1902). van ’t Hoff och hans kollegor genomförde för övrigt mycket framgångsrika insatser inom frågan om dubbelsalterna (Vorlesungen über Bildung und Spaltung von Doppelsalzen, 1897).
Efter att van ’t Hoff bosatte sig i Berlin ägnade han sig huvudsakligen åt frågan om avsättningen av salt i ett långsamt avdunstande havsbäcken, det sätt som antar att de viktiga fossila saltlagren bildats, till exempel de i Stassfurt och Wieliczka. Många uppsatser inom detta område har publicerats i Berlins vetenskapsakademis skrifter samt i sammandrag i arbetet Zur Bildung der ozeanischen Salzablagerungen (1905). Sedan 1887 utgav van ’t Hoff tillsammans med Wilhelm Ostwald den fysikaliska kemins dåtida huvudorgan Zeitschrift für physikalische Chemie (Leipzig), som först utkom med ett och senare med fyra band om året.
Tillsammans med Wilhelm Ostwald kan han räknas som grundaren av den fysikaliska kemin.